# Газіантеп (футбольний клуб)
«Газішехір Газіантеп» (тур. Gazişehir Gaziantep FK) — турецький футбольний клуб з міста Газіантеп, в даний час виступає в Суперлізі, вищому дивізіоні в системі футбольних ліг Туреччини. Домашні матчі команда проводить на стадіоні «Газіантеп», що вміщає 16 981 глядач.

## Історія
«Газіантеп» був заснований в 1988 році. У 1993 клуб почав виступати в Третій лізі, а в 1997 році виграв свою групу в лізі і тим самим домігся просування в Другу лігу, а в Кубку Туреччини дійшов до 1/8 фіналу, де поступився землякам з «Газіантепспора» з рахунком 1:4.
У 2005 році «Газіантеп» став переможцем групи С Другої ліги і вийшов в Першу лігу, другий за рівнем дивізіон країни. У сезоні 2010/11 клуб зайняв третє місце в лізі, але поступився у фіналі плей-оф за вихід в Суперлігу «Ордуспору» з мінімальним рахунком. Тоді ж «Газіантеп» досяг 1/4 фіналу Кубка Туреччини, де, однак, був розгромлений за сумою двох матчів «Бешикташем» з рахунком 0:8.
2019 року клуб таки виграв плей-оф і вперше у своїй історії вийшов до Суперліги, вищого дивізіону Туреччини.